# Haus Spich

Haus Spich auf einer alten Karte des Amtes Löwenburg

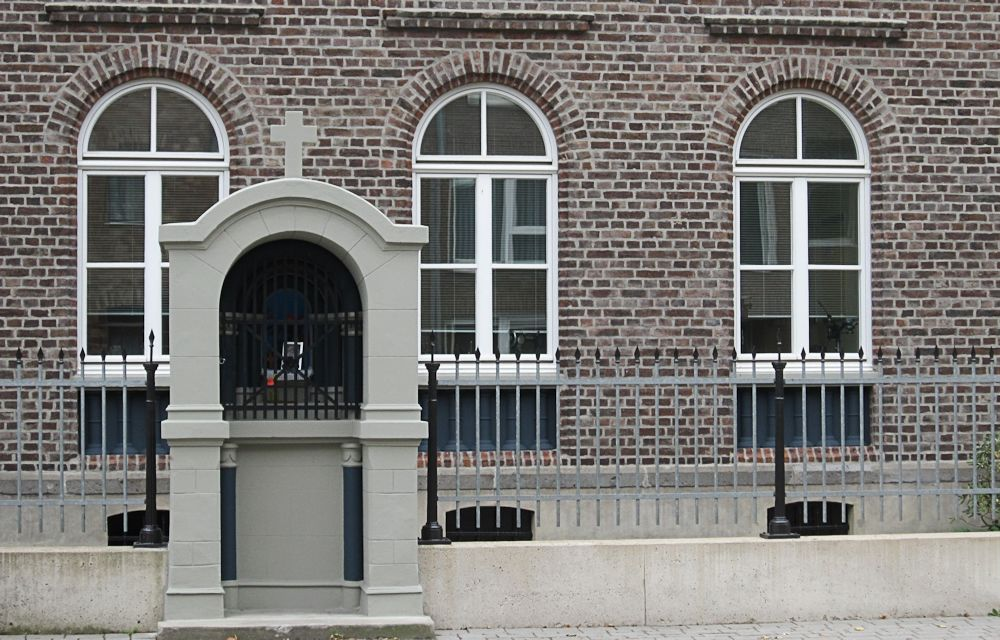
Heiligenhäuschen vor Haus Spich

Haus Spich war ein freiadeliger Hof und wurde Namensgeber einer Honschaft, einer Gemeinde und später des Troisdorfer Stadtteils Spich.
Die ursprünglichen Gebäude existieren nicht mehr.
Die denkmalgeschützte Anlage von Haus Spich besteht aus dem 1866 errichteten Herrenhaus an der Hauptstraße sowie einem Gewölbekeller im Vorgartenbereich. Daneben steht ein ebenfalls denkmalgeschütztes Heiligenhäuschen.

## Name und Ersterwähnung
Spich ist die lokale frühere Bezeichnung für einen Wassertümpel z. B. in einem Altarm. Der Ortsname ist auch in den nordöstlich gelegenen Kommunen Overath und Lindlar vertreten.
Erstmals wurde der Name 1297 hinsichtlich einer Mechthild de Spico in einer Urkunde der Abtei Michaelsberg belegt. Eine Urkunde über das Haus selbst stammt von 1389.

## Geschichte
Haus Spich wurde 1531 für 150 Jahre Eigentum der Familie von Hannf. Dann wechselte der Besitz einige Male, bis er 1686 an Johann Baptist de Gramaye ging, den Chorbischof des Kölner Stiftes Sankt Gereon. Zuerst als Pfand, dann als Eigentum. 1705 ging das Haus an das Kloster Heisterbach, dann an den Amtsverwalter de Warth von Blankenberg.
Dessen Schwiegersohn Carl Gottfried Mappius war Amtsverwalter des Amtes Lülsdorf und Postmeister und errichtete im Haus Spich eine Poststation der von den Thurn und Taxis betriebenen kaiserlichen Reichspost für die Strecken Düsseldorf – Mannheim und Köln – Frankfurt. 1761 wurde die Poststation dann aber nach Siegburg verlegt.
Eine Tochter von Mappius heiratete bei der Familie Molckenbauer von Haus Broich ein, so dass beide Häuser, die als Spicher Urzellen gelten, vereint wurden.